# E&Sエンジニアリング
株式会社E&Sエンジニアリング（イーアンドエスエンジニアリング）は、大阪市に本社を置く日本の組織系建築設計事務所。設備設計と構造設計部門を有する。従業員は一級建築士、建築設備士の他、設備設計一級建築士、構造設計一級建築士、技術士を配する。また関連グループ会社として建築設計を行う株式会社昭和設計 (建築設計事務所) と株式会社S-PLANがある。

## 沿革
- 2003年、株式会社E&Sエンジニアリングを大阪市港区弁天で創設
- 2006年、事務所を大阪市港区市岡元町に移転